# Jorge Carrascosa
Jorge Carrascosa (født 15. august 1948 i Buenos Aires, Argentina) er en tidligere argentinsk fodboldspiller, der spillede som venstre back. Han var på klubplan tilknyttet Banfield, Rosario Central og Huracán. Med de to sidstnævnte var han med til at vinde det argentinske mesterskab.
Carrascosa spillede 30 kampe og scorede ét for Argentinas landshold. Han deltog ved VM i 1974 i Vesttyskland.

## Titler
Primera División de Argentina
- 1971 (Nacional) med Rosario Central
- 1973 (Metropolitano) med Huracán